# Кривицька сільська рада
Кривиицька сільська рада (біл. Крывіцкі сельсавет) — адміністративно-територіальна одиниця в складі Мядельського району, розташована в Мінській області Білорусі. Адміністративний центр — Кривичі.
Княгининська сільська рада розташована на межі центральної Білорусі, у північній частині Мінської області, на південний схід від Мяделі —  орієнтовне розташування — супутникові знімки [Архівовано 25 серпня 2011 у WebCite].
До складу сільради входять 13 населених пунктів:
- Василівщина • Вороб'ї • Грибки • Дубоноси • Залісся • Зауголля • Капустичі • Куликове • Мостовики • Новосілки • Попівка • Пузирі • Філіпки.